# Solanum euacanthum
Solanum euacanthum är en potatisväxtart som beskrevs av Rodolfo Amando Philippi. Solanum euacanthum ingår i släktet skattor som ingår i familjen potatisväxter. Inga underarter finns listade i Catalogue of Life.